# Haptospora endoparasitica
Haptospora endoparasitica är en svampart som först beskrevs av G.L. Barron & Szijarto, och fick sitt nu gällande namn av G.L. Barron 1991. Haptospora endoparasitica ingår i släktet Haptospora, ordningen köttkärnsvampar, klassen Sordariomycetes, divisionen sporsäcksvampar och riket svampar.   Inga underarter finns listade i Catalogue of Life.